# Hêtre bleu du Japon
Fagus japonica
Espèce
Classification phylogénétique
Synonymes
- Fagus ferruginea
- Fagus sieboldii

Le Hêtre bleu du Japon (Fagus japonica) est une espèce d'arbre à feuilles caduques, de la famille des Fagaceae.

## Répartition
Fagus japonica est un arbre originaire du Japon. Il pousse dans une zone tempérée 
s'étendant du sud de l'île de Hokkaidō jusqu'à la péninsule d'Ōsumi dans le sud de l'île de Kyūshū.

## Dénominations
le Hêtre bleu du Japon a été décrit pour la première fois par le botaniste Carl Maximowicz en 1877. Son nom vernaculaire est inubuna (イヌブナ, litt. « hêtre chien »). Il est aussi nommé kurobuna (黒ブナ, litt. « hêtre noir ») en raison de la couleur parfois noirâtre de son écorce et sa qualité inférieure à celle du Hêtre du Japon comme matériau d'ébénisterie.

## Description
Le Hêtre bleu du Japon peut atteindre jusqu’à 25 m de hauteur.